# Comtat d'Ístria
Županija Istarska (comtat o districte d'Ístria) fou una divisió administrativa de Croàcia formada el 30 de desembre de 1992. Va canviar el seu nom a Istarska Županija el 1997.
La capital és Pazin; i Pula i Poreč les ciutats més grans. En part del comtat hi ha minories importants de parla italiana.
A les primeres eleccions l'Assemblea Democràtica d'Ístria (ADI), fundada el 1990, partidària d'una àmplia autonomia per Ístria i d'una igualtat de drets entre croats i italians, i contrària al nacionalisme croat (i per tant generalment oposada als governs nacionalistes de Zagreb), va guanyar amb una amplíssima majoria i un dels seus líders, Luciano Delbianco, va ser nomenat governador (zupan). Luciano Delbianco va trencar amb el partit i va formar el Fòrum Democràtic d'Ístria. Al front de la regió el va substituir Stevo Zific (23 de gener de 1997) i l'ADI va renovar la seva majoria.
El 7 de febrer de 1997, per llei estatal, el nom de les regions fou canviat, i la paraula inicial, Županija, es va traslladar al final. La zupània va adoptar oficialment el nom d'Istarka Županija.
El 24 de juliol de 2001, amb la majoria ratificada de l'Assemblea Democràtica d'Ístria, va assolir el govern Ivan Jakovcic.

## Demografia
Segons el cens de 2011 la població total del comtat d'Ístria era de 208.055 habitants, és a dir, 4,85 de Croàcia. La densitat de la població era de 73 habitatnts per km² amb una mitjana de 43 anys.
El comtat es divideix en 41 unitats administratives: 10 tenen la categoria de ciutats i 31 són municipis rurals. La història de la zona fa que els topònims tinguin una doble denominació en croat i italià. El nombre d'habitants es dona entre parèntesis darrere el nom de la població.
Ciutats:
- Pula / Pola (57.460)
- Poreč / Parenzo (16.696)
- Rovinj / Rovigno (14.294)
- Umag / Umago (13.467)
- Labin / Albona (11.642)
- Pazin / Pisino (8.638)
- Buzet / Pinguente (6.133)
- Vodnjan / Dignano (6.119)
- Buje / Buie (5.182)
- Novigrad / Cittanova (4.345)

Municipis rurals
- Bale / Valle (1.127)
- Barban/ Barbana (2.721)
- Brtonigla / Verteneglio (1.626)
- Cerovlje / Cerreto (1.677)
- Fažana / Fasana (3.635)
- Gračišće / Gallignana (1.419)
- Grožnjan / Grisignana (736)
- Kanfanar / Canfanaro (1.543)
- Karojba / Caroiba (1.438)
- Kaštelir-Labinci / Castellier-Santa Domenica (1.463)
- Kršan / Chersano (2.951)
- Lanišće / Lanischie (329)
- Ližnjan / Lisignano (3.965)
- Lupoglav / Lupogliano (924)
- Marčana / Marzana (4.253)
- Medulin / Medolino (6.481)
- Motovun / Montona (1.004)
- Oprtalj / Portole (850)
- Pićan / Pedena (1.827)
- Raša / Arsia (3.183)
- Sveta Nedelja / Santa Domenica d'Albona (2.987)
- Sveti Lovreč / San Lorenzo di Pesenatico (1.015)
- Sveti Petar u Šumi / San Pietro di Selve (1.065)
- Svetvinčenat / Sanvincenti (2.202)
- Tar-Vabriga / Torre-Abrega (1.990)
- Tinjan / Antignana (1.684)
- Višnjan / Visignano (2.274)
- Vižinada / Visinada (1.158)
- Vrsar / Orsera (2.162)
- Žminj / Gimino (3.483)
- Funtana / Fontane (907)

A més de croata, s'hi parla el croat txakavià; a més, l'italià és cooficial.
El 2011 la població es dividia en els següents grups ètnics:
- Croats – 142,173 (68.33%)
- Italians – 12,543 (6.03%)
- Serbis – 7,206 (3.46%)
- Bosnians – 6,146 (2.95%)
- Albanesos – 2,393 (1.15%)

Abans de la Primera Guerra Mundial, a Ístria es parlaven diverses llengües romàniques autòctones: venecià, istriot, i istroromanès, així com italià, i els dialectes croats, alguns només propis d'Ístria.